# آن کانواس
آن کانواس (فرانسوی: Anne Canovas‎؛ زادهٔ ۲۵ اکتبر ۱۹۵۷) هنرپیشه اهل فرانسه است. از فیلم‌هایی که وی در آنها نقش داشته‌است می‌توان به آماده پوشیدن، وینسنت و تئو و قاضی اشاره کرد.